# Кагарлицкая, Анна Владленовна
Анна Владленовна Кагарлицкая (род. 28 августа 1957, Москва) — советский и российский кинокритик, звукорежиссёр и кинопродюсер.

## Биография
В 1979 году окончила киноведческий факультет Всесоюзного государственного института кинематографии (мастерская Л. Зайцевой). Публиковалась во многих изданиях, в том числе, журналах «Искусство кино», «Советский экран», «Кино», «Советский фильм», «Столица», «Музыкальная жизнь», «Огонёк», газетах «Экран и сцена», «Советская культура», «Правда», «Неделя», «Независимая газета», «Московский комсомолец». Занимала должность главного редактора молодёжной редакции журнала «Советский экран».
Работала главным редактором газеты «Спутник кинофестиваля», редактором студии «Русь» и телепрограммы «Киномарафон» на канале «РТР», пресс-атташе генеральной дирекции Российской академии кинематографических искусств «Ника» и пресс-секретарём Госкино России. С 1996 года работала главным редактором кинокомпании «НТВ-Профит».

## Оценка творчества
Виктор Матизен в своей биографической статье об Анне Кагарлицкой в семитомном издании «Новейшая история отечественного кино. 1986—2000» писал: «Критик из нового поколения „революцией призванных“, Анна Кагарлицкая во второй половине восьмидесятых была не просто причастна к деятельности так называемой „новой критики“, но и выступала в качестве одного из идеологов поколения, пришедшего в профессию под девизом „прогрессивные дети против реакционных отцов“».